# Merochlora fasceolaria
Merochlora fasceolaria là một loài bướm đêm trong họ Geometridae.